# Apobemisia celti
Apobemisia celti là một loài côn trùng cánh nửa trong họ Aleyrodidae, phân họ Aleyrodinae.
Apobemisia celti được Takahashi miêu tả khoa học đầu tiên năm 1932.